# Тарханов, Александр Фёдорович
Алекса́ндр Фёдорович Тарха́нов  (6 сентября 1954, пос. Казахстан (ныне — г. Аксай), Бурлинский район, Западно-Казахстанская область, Казахская ССР, СССР) — советский футболист, полузащитник и нападающий. Игрок сборной СССР. Мастер спорта СССР (1978). После завершения игровой карьеры — футбольный тренер. Заслуженный тренер России (1991). Футбольный эксперт и комментатор. Комментировал и анализировал на телевидении матчи Евро 2008.

## Биография
На момент женитьбы отцу Александра было 53 года, матери — 20. Отец матери был из раскулаченных крестьян, её будущий муж руководил электрификацией станции Казахстан и близлежащих посёлков. У них родилось 10 детей — по пять мальчиков и девочек, Александр был самым младшим. Отец скончался от рака через пять лет после рождения Александра. Вскоре семья переехала в Красноярск.

### Клубная карьера
Футбольную карьеру Тарханов начал в 14 лет в красноярской команде «Автомобилист» вместе с Олегом Романцевым. До 20 лет играл и в хоккей.
В 1975 призван в армию, службу проходил в клубе СКА (Хабаровск). В 1975, после первенства Вооружённых Сил, где его просматривал селекционер ЦСКА Валентин Бубукин, оказался в ЦСКА. В команде провёл 9 сезонов, 4 сезона был капитаном команды. Всего в высшей лиге сыграл 249 матчей, забил 61 гол.
В 1984, когда ЦСКА вылетел из высшей лиги, Тарханову настойчиво предложили «уйти из футбола». Однако футболист карьеру завершать не стал, а добился разрешения на переход во 2-ю лигу, в СКА (Одесса). На следующий год перешёл в СКА (Ростов-на-Дону), где и закончил карьеру. Вернулся в Москву, поступил в ВШТ.
Будучи игроком ЦСКА, вступил в КПСС[значимость факта?] (сдал партбилет после ухода из ЦСКА).

### Тренерская карьера
С 1989 года на тренерской работе: тренер-консультант абовянского «Котайка» (1989), главный тренер команд одесского СКА (1990), грозненского «Терека» (1991), ташкентского «Пахтакора» (1991—1992).
С 1992 — второй тренер московского «Спартака», помогал в разных вопросах Олегу Романцеву. С 1994 по 1996 — главный тренер ЦСКА, в 1997—1998 — московского «Торпедо», президент ЦСКА (1996), тренер сборной России (1994—1996).
С 1999 по 2003 г. главный тренер «Крыльев Советов» (Самара). 30 июня 2003 года тренировал сборную легионеров чемпионата России. И. о. гл. тренера «Терека» (октябрь—ноябрь 2005). С августа по ноябрь 2007 года главный тренер «Крыльев Советов». С декабря 2007 по апрель 2008 года главный тренер клуба «Кубань» Краснодар. С декабря 2009 по июль 2010 года главный тренер клуба «Химки».
С июля 2010 года по июнь 2011 года главный тренер «Крыльев Советов». Вторую половину года работал в клубе «Ника» председателем совета директоров и курировал молодёжную команду.
Входил в комиссию по договорным матчам, существовавшую при РФС в 2011—2012 годах.
С марта по август 2012 — главный тренер клуба «Химки». 31 августа 2013 года вновь подписал контракт с клубом «Химки» в качестве главного тренера до конца сезона с возможностью продления. 26 ноября 2013 года Александр Тарханов покинул пост главного тренера команды.
27 ноября 2013 года возглавил «Урал». Соглашение рассчитано на один год. 8 июня 2015 года Тарханов покинул занимаемый пост и перешёл на должность советника президента уральского клуба по спортивным вопросам.
18 декабря 2015 года софийская «Славия» объявила о назначении Александра Тарханова на пост главного тренера.
3 ноября 2016 года вновь назначен главным тренером «Урала». 6 апреля 2017 года, победив казанский «Рубин», впервые в истории вывел команду в финал Кубка России, где та уступила «Локомотиву».
5 июня 2020 года возглавил красноярский «Енисей», но уже в сентябре из-за финансовых проблем клуба принял решение покинуть команду. Вскоре после этого президент софийской «Славии» объявил о возвращении Тарханова в болгарский клуб в качестве главного тренера. Специалист подписал двухлетнее соглашение с клубом.
В 2025 году вернулся в «Урал»: сначала сотрудничал с академией клуба, а затем возглавлял команду дивизиона «Б» Второй лиги «Урал-2». 1 августа возглавил команду чемпионата Свердловской области «Хромпик» из Первоуральска.

## Достижения
Высшие тренерские достижения в чемпионатах России — 5-е места с ЦСКА (1996) и «Крыльями Советов» (2001 и 2002).
Финалист Кубка России 2016/17.

## Семья
Женат (свидетелем на свадьбе Тархановых был Олег Романцев), воспитал двоих сыновей: Эдуард (родился 8 июля 1974 года) — футбольный арбитр (в 2000-х годах обслуживал в качестве лайнсмена матчи российских первого и второго дивизионов, турнира дублёров и первенства ЛФК, в первенстве ЛФК работал также в качестве главного судьи) и Юрий (родился 26 июля 1987 года) — футболист и тренер.